# Karmanoia
Karmanoia ist ein seit 2003 in Berlin ansässiges Netzwerk aus Künstlern, Handwerkern und Visionären rund um Tim Henrik Schneider, das sich immersiven Kunstinstallationen verschrieben hat. Zu ihren bekanntesten Installationen zählt das „Labyrinth“ Peristal Singum, das zwischen 2010 und 2014 im Club Wilde Renate, Berlin, gastierte. Im Mai 2019 eröffnete Karmanoia eine dauerhafte, durchwandelbare Installation, Doloris’ Meta Maze in Tilburg, Niederlande.

## Geschichte

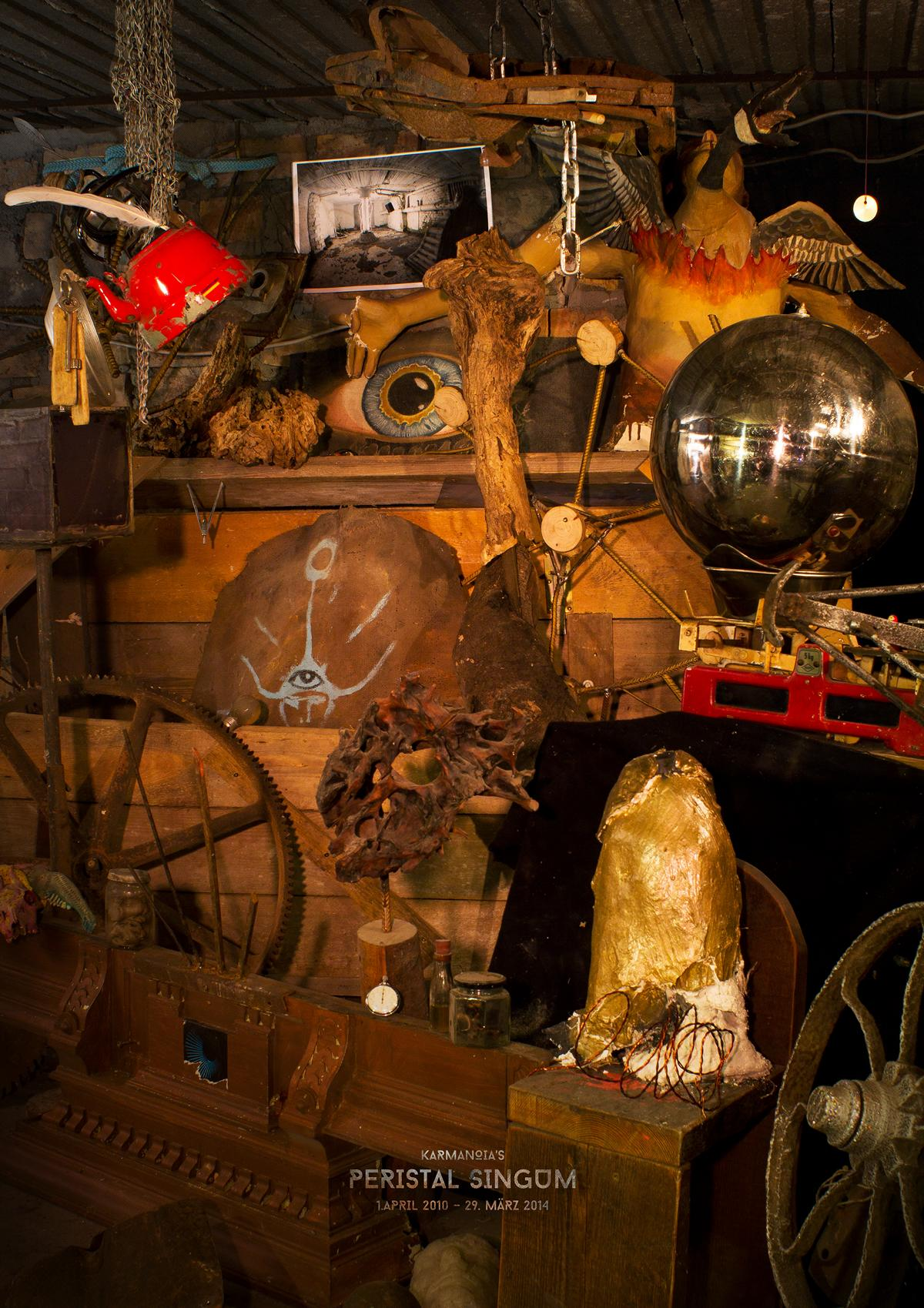
Karmanoia's Labyrinth "Peristal Singum" in Berlin, 2014

Karmanoia existiert seit 2003. Als Gründungsort gilt das damals leerstehende Haus in der Mainzer Straße 5, Berlin-Neukölln. Hier gründete Tim Henrik Schneider das Karmanoia-Theater, das eine Bühne für den musikalischen Neuköllner Underground, die Berliner Off-Theater-Szene und unkonventionelle Theaterformate bot. Später erfolgreiche Bands wie The Incredible Herrengedeck oder Bummelkasten fanden hier erste Auftrittsmöglichkeiten. Schauspieler wie Marie Fischer, Leon Pfannenmüller, Florian Steffens und Sebastian Zimmler waren Teil einer Gruppe von Theaterschaffenden, die nicht nur durch eigene Produktionen, sondern auch durch regelmäßige Themenabende ein weitreichendes Publikum erreichten. Im Haus selbst befand sich auch eine begehbare Kunstinstallation namens „Vom Arsch zur Seele“, der Vorläufer für spätere, immersive Kunstinstallationen von Karmanoia. Das Haus in der Mainzer Straße 5 wurde im Jahr 2009 verkauft und Karmanoia zog aus.
Im Techno-Club Wilde Renate, damals Salon zur Wilden Renate, erschuf Karmanoia 2010 eine begehbare, multimediale, immersive Kunstinstallation namens Peristal Singum, die ein großes Medienecho erfuhr. So wurde etwa eine Folge der vielfach Emmy-preisgekrönten US-amerikanischen Reality-Fernsehserie The Amazing Race hier gedreht. Als Geheimtipp bei Berlinbesuchern sehr beliebt, musste das Peristal Singum im Jahr 2014 wegen Überlastung schließen.
Im Mai 2019 eröffnete Karmanoia in Kooperation mit der niederländischen Betreibergesellschaft Doloris BV die nächste große immersive Kunstinstallation Doloris’ Meta Maze, laut der niederländischen Tageszeitung De Volkskrant „das größte Kunstlabyrinth Europas“. Doloris’ Meta Maze ist ein architektonisch nach labyrinthischen Vorbildern konzipiertes Gesamtkunstwerk, das von den Besuchern betreten und so räumlich und mit allen Sinnen erfahren werden kann. Allein in den ersten sechs Monaten zog die Attraktion mehr als 40.000 Besucher an.
Im Dezember 2019 errichtete und gestaltete Karmanoia einen Raum in der immersiven Pop-Up-Installation Dream World in Berlin.
Neben dem Bau von Kunstinstallationen bietet Karmanoia auch immer wieder theatrale Veranstaltungen an. So eröffnete Karmanoia den „Red Club“ im Holzmarkt für 3 Wochen im März 2024. Alle 12 Vorstellungen waren ausverkauft.